# Хумберт I Виенски
Хумберт I Виенски (на френски: Humbert Ier de Viennois; * ок. 1240, † 12 април 1307) е господар (seigneur) на Ла Тур-дьо-Пен (1269 – 1307), преди да стане чрез брака си дофин на Виен (iure uxoris, 1282 – 1307).

## Биография
Той е син на Алберт III дьо ла Тур († 1264) и Беатриса дьо Колини. Майка му е дъщеря на Хуг I, господар на Колини, и Беатрис д'Албон, дъщеря на Беатриса от Албон, дофина на Виен.
Хумберт I започва първо духовническа кариера. След смъртта на най-големия му брат Алберт IV през 1269 г. Хумберт го последва в господствата.
През 1273 г. Хумберт се жени за третата си братовчедка Анна от Бургундия (* 1255, † 1298), дъщеря на виенския дофин Гиг VII († 1269). След смъртта на бездетния Жан I през 1282 г., брат на Анна, неговите владения отиват към Анна и Хумберт.
Като дофин Хумберт продължава пограничната война със съседите си – графовете на Савоя Филип I и Амадей V. Войната е прекратена през 1286 г. чрез договор в Париж. Следващата война е прекратена през 1293 г. След това Хумберт е отлъчен от църквата. Той предава владения си на големия си син Жан II и отива през 1306 г. в картезиански манастир, където умира и е погребан през 1307 г.

## Деца
С Анна Бургундска Хумберт има девет деца:
- Жан II (* 1280, † 1319), dauphin du Viennois
- Хуг († 1329), барон на Фосини
- Гиг († 1319), господар на Монтобан
- Алиса (* 1280, † 1309), ∞ 1296 за граф Жан I от Форез (* 1275, † 1333)
- Мария, ∞ Аймар дьо Поатие-Валентиноа (Дом Поатие-Валентиноа)
- Маргарита, ∞ 1303 Фридрих I († 1336), маркграф на Салуцо (Алерамичи)
- Беатриса (* 1275, † 1347), ∞ 1312 Хуго I дьо Шалон (* 1288, † 1322), господар на Арле (Дом Шалон)
- Хенри (* 1296, † 1328), епископ на Пасау и Мец
- Катерина († 1337), ∞ 1312 Филип Савойски (* 1278, † 1334), граф на Пиемонт и княз на Ахея

Освен това той има още най-малко две извънбрачни деца.